# Boris Volynov
Boris Valentinovič Volynov, rusky Волынов, Борис Валентинович, (* 18. prosince 1934 Irkutsk) je sovětský letec a kosmonaut ruské národnosti z lodí Sojuz. Po smrti Alexeje Leonova v říjnu 2019 je posledním žijícím členem původní skupiny sovětských kosmonautů. Je také považován za prvního žida ve vesmíru.

## Život

### Mládí a výcvik
Narodil se svobodné matce, která byla židovského původu. Svého otce nikdy nepoznal. Tento původ mu dost komplikoval život. Vyrůstal v hornickém městě Prokopijevsk v Kuzbasu. Matka byla lékařkou, nevlastní otec sloužil v armádě. Boris se přihlásil do leteckého učiliště, chtěl být letcem, přijali ho jen jako navigátora. Ale časem dosáhl svého snu, létal a stal se kosmonautem. Do Hvězdného městečka ho přijali s první skupinou. Kolega kosmonaut German Titov jej popsal jako vysokého mladého člověka s jasnýma očima a vlnivými tmavými vlasy. Vše dělal klidně a uvážlivě, nicméně Jurij Gagarin připomínal i jeho temperamentnost a výtečné znalosti.

### Lety do vesmíru
Do vesmíru se dostal roku 1969 na Sojuzu 5 společně s Jelisejevem a Chrunovem. Po spojení se Sojuzem 4 na orbitě oba jeho partneři přestoupili ze Sojuzu 5 na Sojuz 4, na Zemi, na území Kazachstánu tedy přistál sám. Se čtyřmi vyraženými zuby, protože padáky nestačily loď ubrzdit. Po úspěšném letu získal první řády a vyznamenání, ale hlavně se musel přeškolit na novou techniku. Když startoval Saljut 3, byl v Řídícím středisku létání jako spojovací operátor.
Po sedmi letech letěl podruhé na Sojuzu 21 společně s kosmonautem Vitalijem Žolobovem. Připojili se k orbitální stanici Saljut 5, kde pracovali 49 dní. Start i přistání byly stejné, jako při prvním letu.[zdroj⁠?!] Až dodatečně se přiznali k ostré hádce a ohrožení pistolí, kterou Volynov vytáhl na svého kolegu.[zdroj⁠?!] Na Zem se vrátili předčasně[zdroj⁠?!] a za trest[zdroj⁠?!] již nikdy ani jeden z nich do vesmíru neletěl. Během dvou let strávil na oběžné dráze 52 dní.
- Sojuz 5 (15. leden 1969 – 18. leden 1969)
- Sojuz 21 (6. červenec 1976 – 24. srpen 1976)

### Po letech
V roce 1990 byl plukovníkem a toho roku byl vyřazen ze Střediska kosmonautů. Cestoval po mnoha různých konferencích a srazech kosmonautů, např. v roce 2005 byl na 21. ročníku Kosmických dní v Německu. Je ženatý, má dvě děti.